# Sansac-de-Marmiesse
 Sansac-de-Marmiesse  es una población y comuna francesa, en la región de Auvernia, departamento de Cantal, en el distrito de Aurillac y cantón de Aurillac-2.

## Demografía
| 354 | 349 | 523 | 829 | 1076 | 1101 |
| Para los censos de 1962 a 1999 la población legal corresponde a la población sin duplicidades (Fuente: INSEE [Consultar]) |     |     |     |      |      |